# Хекатонхири
Хекатонхири (грч. Έκατονχειρες) су синови бога неба Урана и богиње земље Геје.
Они су били дивови са сто руку и педесет глава, невероватне снаге, пуни беса и много јачи и супериорнији и од Киклопа и од Титана.
Име су добили по броју руку — грчки ἑκατόν,hekatón = „сто“ и грчки χείρ, kheir = „рука“, или Έκατονχειρες, Hekatónkheires = „Сторуки“.
Постојала су три Хекатонхира:
- Бријареј (грч. Βριάρεως) или Егеон (грч. Aigaíôn) — „Морска коза“
- Кот или „Побеснели“
- Гиг или Гиј (грч. Γύης) — „Дугоруки“

## Митологија
Одмах након рођења, Уран, њихов отац, бацио их је у унутрашњу земљу – Тартар, јер их је сматрао за одвратна створења, како због њиховог понашања, тако и због одбојног изгледа.
Њихову мајку Геју такав поступак Урана је разбеснео, па је она одлучила да се освети своме мужу. Прво је замолила Титана Крона да ослободи три Хекатонхира, али Крон на то није пристао. Одбијање Крона да им помогне је почетак мржње Хекатонхира према Титанима.
У унутрашњој земљи - „паклу“ - Тартару, Хекатонхире је чувао страшни змај Кампа све до тренутка када их је, по наговору Геје, ослободио Зевс, да би му били савезници у борби против Крона.
За време владавине Титана Хекатонхири су на Титане бацили стене величине планина и тиме их савладали (види Титаномахија).
- Хезиод у свом делу Теогонија пише да су после победе над Титанима три Хекатонхира постали чувари улаза у умутрашње земље - пакао Тартар.